# Антиферомагнетизъм
Антиферомагнетизъм е магнитно състояние на веществата, при което магнитните моменти на съседните частици се ориентират противоположно (неуспоредно), което води до много ниско намагнитване на цялото тяло. Това е вид подредба на магнетизма, която е в контраст с феромагнетизма, при който еднаквата ориентация на елементарните частици води до високо намагнитване на тялото.
Обикновено, антиферомагнетизмът съществува при достатъчно ниски температури, но изчезва над температурата на Неел, която е кръстена на Луи Неел, който за пръв път идентифицира този вид магнитна подредба. Над тази температура веществото обикновено става парамагнитно.

## Измерване
Когато не се прилага външно поле, антиферомагнитната структура съответства на изчезваща обща магнетизация. Във външно магнитно поле вид феримагнитен характер може да се прояви в антиферомагнитната фаза с абсолютната стойност на подрешетъчните магнетизации, различаващи се от тази на другата подрешека, което води до ненулева чиста магнетизация. Макар чистата магнетизацията да трябва да е нула при абсолютна нула, ефектът от накланянето на спина често предизвиква развиването на малка чиста магнетизация, което например се наблюдава в хематита.
Магнитната възприемчивост на дадено антиферомагнитно вещество обикновено е максимална при температурата на Неел. За разлика от това, при преход от феромагнитна към парамгнитна фаза възприемчивостта се отклонява.
Различни микроскопични взаимодействия между магнитните моменти или спинове могат да доведат до антиферомагнитни структури. В най-простия случай може да се вземе предвид модел на Изинг на двустранна решетка, т.е. проста кубична решетка със съединения между спиновете при най-близките съседни места. В зависимост от знака на взаимодействието, ще настъпи феромагнитна или антиферомагнитна подредба. Геометрична фрустрация или други феномени могат да доведат и до различни, вероятно по-сложни магнитни структури.

## Антиферомагнитни вещества
Антеферомагните вещества се срещат най-вече сред съединенията на преходните метали, особено оксиди. Примерите включват хематит, хром, сплави на желязо и манган и никелов оксид. Органичните молекули също могат да имат антиферомагнитни двойки при редки обстоятелства, което може да се наблюдава при радикали като 5-дехидро-m-ксилилен.
Антиферомагнитите могат да се сдвояват с феромагнити, например, чрез механизъм, при който феромагнитният слой или се напасва върху антиферомагнита, или се темперира в подравнено магнитно поле, което кара атомите на повърхността на феромагнита да се подравнят с атомите на повърхността на антиферомагнита. Това дава възможност да се определи ориентацията на феромагнитния слой, което прави възможна една от основните употреби на т. нар. спинови вентили, които са основата на магнитните сензори, включително главите на съвременните твърди дискове. Температурата, при или над която антиферомагнитният слой губи способността си да определя посоката на намагнитване на съседен феромагнитен слой, се нарича температура на блокиране на въпросния слой и обикновено е по-ниска от температурата на Неел.
За разлика от феромагнетизма, антиферомагнитните взаимодействия могат да доведат до множество оптимални състояния (състония на минимална енергия). В едно измерение антиферомагнитното оптимално състояние е редуваща се поредица от спинове. В две измерения могат да възникнат множество оптимални състояния.

## Други свойства
Изкуствените антиферомагнити са съставени от два или повече тънки феромагнитни слоя, разделени от немагнитен слой. Диполното сдвояване на феромагнитните слоеве води до антиуспоредна подредба на магнетизацията на феромагнитите.
Антиферомагнетизмът играе важна роля в гигантското магнетосъпротивление, което е открито през 1988 г. от нобеловите лауреати Алберт Ферт и Петер Грюнберг. Съществуват примери за магнитно неподредени вещества (например железни фосфатни стъкла), които стават антиферомагнитни, когато температурата им падне под температурата им на Неел.